# Aplicación de base de datos

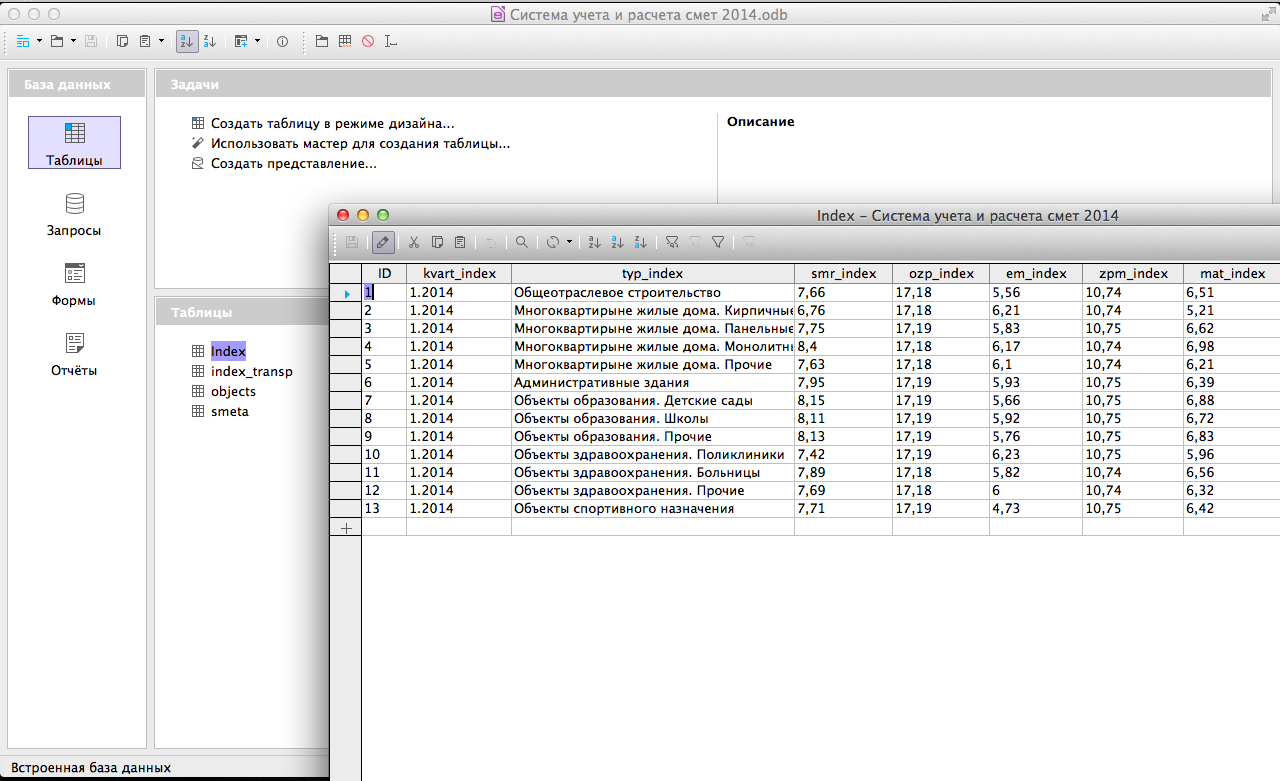
LibreOffice 5.0.1 Base en Mac OS X 10.9.5

Una aplicación de base de datos es un programa de ordenador cuyo propósito es insertar y consultar información de una base de datos. Algunos ejemplos de las primeras aplicaciones de este tipo son los sistemas de contabilidad o de reserva de aerolíneas, como SABRE, cuyo desarrollo comenzó en 1957.
Una característica de las aplicaciones de bases de datos modernas es que facilitan las modificaciones y consultas concurrentes de diferentes usuarios. Los sistemas de la década de los '70 podrían haber conseguido esto estando cada usuario delante de un ordenador 3270 conectado a una unidad central. A partir de la mitad de la década de los 80' empezó a ser más común proporcionar a cada usuario un ordenador personal y disponer de un programa en el ordenador conectado a un servidor de base de datos. La información era recogida de la base de datos, transmitida a través de la red y a continuación, recogida y formateada por el programa. Al inicio de los '90 empezó a ser más popular realizar aplicaciones de base de datos mediante interfaz web. En vez de desarrollar un software específico para funcionar en el PC del usuario, este usaría el mismo navegador web que usa para cualquier otra aplicación. Este tipo de aplicaciones tenían la ventaja de poder ser utilizadas en dispositivos de diferentes tamaños, con diferente hardware y diferentes sistemas operativos. Ejemplos de las primeras aplicaciones de base de datos con interfaz web son amazon.com, el cual utilizó el sistema de bases de datos relacionales de Oracle. La comunidad en línea de photo.net comunidad en línea, cuya implementación mediante sistemas de Oracle fue descrita en la Base de datos en el libro Database-Backed Web Sites (Ziff-Davis Press; mayo de 1997), y eBay, también mediante sistemas de Oracle.
A los historiales médicos electrónicos se les hace referencia en emrexperts.com, en diciembre de 2010, como "una aplicación de base de datos del software". Un libro publicado en 2005 por O'Reilly utiliza en su título el término: Database Applications and the Web (aplicaciones de bases de datos y la web)
Algunas de las aplicaciones de base de datos más complejas continúan siendo los sistemas de contabilidad, por ejemplo SAP, que puede contener miles de tablas en un solo módulo. Muchas de las aplicaciones utilizadas hoy en día son aplicaciones de base de datos, por ejemplo, Facebook, implementado mediante MySQL.
La etimología de la frase "aplicación de base de datos" proviene de la práctica de dividir el software de un ordenador en programas de sistemas (el sistema operativo, compiladores, el sistema de ficheros y herramientas como el sistema de gestión de bases de datos) y programas de aplicación (como un procesador de control nóminas). En un PC estándar, con un sistema operativo Windows, por ejemplo, el sistema operativo contiene todos los programas de sistema, mientras que los juegos, los procesadores de texto, los programas de edición de imágenes, son considerados programas de aplicación. Como "aplicación" es la abreviatura de "programa de aplicación", "aplicación de base de datos" es la abreviatura de "programa de aplicación de base de datos".
No todos los programas que utilizan bases de datos son considerados "aplicación de base de datos". Por ejemplo, muchos experimentos físicos, por ejemplo, el Gran colisionador de hadrones, generan conjuntos de datos que son analizados por programas. El conjunto de datos constituyen una "base de datos", pese a no ser gestionados por un sistema estándar de bases de datos relacional Los conjuntos de dato constituyen una "base de datos", aunque no son típicamente dirigidos con una administración de base de datos relacional estándar. Los programas de ordenador que analizan los datos son desarrollados para dar respuestas a determinadas hipótesis, no para insertar información en la base de datos, por ello estos no serían considerados "aplicaciones de base de datos".

## Lista de aplicaciones de base de datos
- Microsoft Access
- Filemaker (Mac OS)